# Vicia nipponica
Vicia nipponica är en ärtväxtart som beskrevs av Jinzô Matsumura. Vicia nipponica ingår i släktet vickrar, och familjen ärtväxter. Inga underarter finns listade i Catalogue of Life.